# TA13
| nfr | xpr | Z2 | Hr | Z1 | z | xpr | r |

| nfr | xpr | Z2 | Hr | Z1 | z | xpr | r |

TA13 (Tomb of Amarna 13) è la sigla che identifica una delle Tombe dei nobili ubicate nell'area dell'antica Akhetaton, oggi nota come Amarna, capitale voluta e costruita dal faraone Amenhotep IV/Akhenaton della XVIII dinastia. La città venne abbandonata circa 30 anni dopo la sua fondazione; le tombe vennero abbandonate e in parte riutilizzate in epoca moderna come romitaggi di monaci copti. L'abbandono millenario e i danni causati dalla presenza umana hanno spesso reso irriconoscibili le strutture originarie e danneggiato pesantemente, quando non reso illeggibili, scene pittoriche e rilievi parietali.

## Titolare
TA13 era la tomba di:
| Titolare                   | Titolo               | Necropoli | Dinastia/Periodo | Note             |
| -------------------------- | -------------------- | --------- | ---------------- | ---------------- |
| Nefer-kheperu-her-sekheper | Sindaco di Akhetaton | Amarna    | XVIII dinastia   | area meridionale |

## Biografia
Nessuna notizia biografica è ricavabile dalla tomba amarniana. Il nome Nefer-kheperu-her-sekheper costituisce un nome basiloforo

## La tomba
La tomba venne riscoperta nel 1883 da Urbain Bouriant, ma scavata compiutamente solo nel 1893 a cura di George Daressy. TA13 è incompiuta ed è costituita da un'unica sala trasversale rettangolare il cui soffitto è sorretto da sei colonne pilastri di cui due di diametro inferiore alle altre. Dalla sala una scala, nell'angolo nord-est, adduce ad un appartamento sotterraneo che avrebbe dovuto ospitare la camera funeraria; a circa metà della scala di accesso, simmetricamente, si dipartono due corridoi destinati, molto verosimilmente, ad essere ampliati e trasformati in altre camere. Non si ha certezza che tali corridoi siano contestuali alla realizzazione della tomba potendo essere stati realizzati anche in tempi successivi..

### Annotazioni
1. ↑  Si intende, con il termine "basiloforo" un nome che contenga in sé il nome di un re (nel caso specifico Neferkheperu era il nome di incoronazione, o praenomen, di Akhenaton) per motivi elogiativi; analogo ragionamento vale per i nomi "teofori", ovvero quelli in cui viene riportato il nome di una divinità (esempio: Ra-mose, ovvero generato da Ra).
2. ↑  All'interno vennero rinvenuti graffiti antichi, e più moderni, sintomatici di frequentazione della tomba in periodi storici precedenti.
3. ↑  George Daressy (1864–1939), egittologo francese.

### Fonti
1. ↑  Porter e Moss 1968,  parte IV, p. 224.
2. 1 2  Porter e Moss 1968, Parte IV, p. 224.
3. ↑  Reeves 2001, p. 136.
4. ↑  Porter e Moss 1968, Vol. IV, pp. 224.
5. ↑  Davies 1903, Parte IV, pp. 23-24, Tavv. XXXVI-XXXVII.